# Лейкв'ю (Техас)
Лейкв'ю (англ. Lakeview) — місто (англ. town) в США, в окрузі Голл штату Техас. Населення — 60 осіб (2020).

## Географія
Лейкв'ю розташований за координатами 34°40′22″ пн. ш. 100°41′50″ зх. д. / 34.67278° пн. ш. 100.69722° зх. д. (34.672765, -100.697219).  За даними Бюро перепису населення США в 2010 році місто мало площу 0,53 км², уся площа — суходіл.

## Демографія
Згідно з переписом 2010 року, у місті мешкало 107 осіб у 42 домогосподарствах у складі 26 родин. Густота населення становила 200 осіб/км².  Було 67 помешкань (125/км²).
Расовий склад населення:
| - 73,8 % — білих - 2,8 % — чорних або афроамериканців - 18,7 % — осіб інших рас |

До двох чи більше рас належало 4,7 %. Частка іспаномовних становила 43,9 % від усіх жителів.
За віковим діапазоном населення розподілялося таким чином: 29,0 % — особи молодші 18 років, 48,6 % — особи у віці 18—64 років, 22,4 % — особи у віці 65 років та старші. Медіана віку мешканця становила 39,8 року. На 100 осіб жіночої статі у місті припадало 122,9 чоловіків;  на 100 жінок у віці від 18 років та старших — 123,5 чоловіків також старших 18 років.
Середній дохід на одне домашнє господарство  становив 44 147 доларів США (медіана — 36 250), а середній дохід на одну сім'ю — 36 938 доларів (медіана — 36 875). 
Цивільне працевлаштоване населення становило 36 осіб. Основні галузі зайнятості: роздрібна торгівля — 27,8 %, мистецтво, розваги та відпочинок — 22,2 %, публічна адміністрація — 16,7 %, фінанси, страхування та нерухомість — 16,7 %.